# Setmana Internacional de Coppi i Bartali 2014
La Setmana Internacional de Coppi i Bartali 2014 fou la 29a edició de la cursa ciclista Setmana Internacional de Coppi i Bartali. Es va disputar entre el 27 i el 30 de març de 2014, amb un recorregut de 447,5 km repartits entre quatre etapes, la primera d'elles dividida en dos sectors.
El vencedor de la classificació general fou Peter Kennaugh (Team Sky), cosa que el convertia en el primer britànic que ho aconseguia. En segona posició finalitzà el seu company d'equip, l'italià Dario Cataldo, mentre en tercera posició ho feia el també italià Matteo Rabottini (Neri Sottoli).

## Equips
25 equips van prendre la sortida en aquesta edició:
- 3 ProTeams: Cannondale, Lampre-Merida, Team Sky
- 9 equips continentals professionals: GW Erco Shimano, Bardiani CSF, Colombia, MTN Qhubeka, Neri Sottoli, Novo Nordisk, RusVelo, Topsport Vlaanderen-Baloise, Unitedhealthcare
- 13 equips continentals: Christina Watches-Dana, Itera-Katusha, Vini Fantini-Nippo, Amore & Vita-Selle SMP, ASC Dukla Praha, Team Idea, Marchiol-Emisfero, Area Zero Pro Team, Meridiana-Kamen, Utensilnord Ora24.eu, Adria Mobil, MG.Kvis-Trevigiani, Vega-Hotsand

## Etapes
| Etapes | Data       | Recorregut                                   |                           | Km    | Vencedor d'etapa     | Líder de la general  |
| ------ | ---------- | -------------------------------------------- | ------------------------- | ----- | -------------------- | -------------------- |
| 1a A   | 27 de març | Gatteo - Gatteo                              | Etapa plana               | 102   | Ben Swift (GBR)      | Ben Swift (GBR)      |
| 1a B   | 27 de març | Gatteo a Mare - Gatteo                       | contrarellotge individual | 13,3  | Team Sky A (GBR)     | Ben Swift (GBR)      |
| 2a     | 28 de març | Sant'Angelo di Gatteo - Sogliano al Rubicone | Etapa de mitja muntanya   | 163,8 | Peter Kennaugh (GBR) | Peter Kennaugh (GBR) |
| 3a     | 29 de març | Crevalcore - Crevalcore                      | Etapa plana               | 158,4 | Elia Viviani (ITA)   | Peter Kennaugh (GBR) |
| 4a     | 30 de març | Pavullo nel Frignano - Montecuccolo          | contrarellotge individual | 10    | Dario Cataldo (ITA)  | Peter Kennaugh (GBR) |

## Classificació general
| Pos | Ciclista                  | Equip           | Temps       |
| --- | ------------------------- | --------------- | ----------- |
| 1   | Peter Kennaugh (GBR)      | Team Sky        | 10h 30' 40" |
| 2   | Dario Cataldo (ITA)       | Team Sky        | + 12"       |
| 3   | Matteo Rabottini (ITA)    | Neri Sottoli    | + 35"       |
| 4   | Francesco Bongiorno (ITA) | Bardiani CSF    | + 43"       |
| 5   | Damiano Caruso (ITA)      | Cannondale      | + 50"       |
| 6   | Franco Pellizotti (ITA)   | GW Erco Shimano | + 1' 06"    |
| 7   | Serguei Firsànov (RUS)    | RusVelo         | + 1' 20"    |
| 8   | Rafael Valls (ESP)        | Lampre-Merida   | + 1' 24"    |
| 9   | Jarlinson Pantano (COL)   | Colombia        | + 1' 45"    |
| 10  | Diego Rosa (ITA)          | GW Erco Shimano | + 1' 48"    |

## Evolució de les classificacions
| Etapa | Vencedor       | Classificació general | Classificació per punts | Classificació de la muntanya | Classificació dels joves | Classificació per equips |
| ----- | -------------- | --------------------- | ----------------------- | ---------------------------- | ------------------------ | ------------------------ |
| 1a    | Ben Swift      | Ben Swift             | Ben Swift               | Mirko Tedeschi               | Davide Villella          | Team Sky                 |
| 1b    | Team Sky       | Ben Swift             | Ben Swift               | Mirko Tedeschi               | Davide Villella          | Team Sky                 |
| 2     | Peter Kennaugh | Peter Kennaugh        | Peter Kennaugh          | Emanuel Kišerlovski          | Simone Petilli           | Team Sky                 |
| 3     | Elia Viviani   | Peter Kennaugh        | Ben Swift               | Mirko Tedeschi               | Simone Petilli           | Team Sky                 |
| 4     | Dario Cataldo  | Peter Kennaugh        | Ben Swift               | Mirko Tedeschi               | Simone Petilli           | Team Sky                 |
| Final | Final          | Peter Kennaugh        | Ben Swift               | Mirko Tedeschi               | Simone Petilli           | Team Sky                 |